# ترزا تنگ
ترزا تِنگ (به چینی: 鄧، 麗)؛ ۲۹ ژانویهٔ ۱۹۵۳ – ۸ مهٔ ۱۹۹۵) یک خواننده پاپ اهل کشور تایوان بود. وی بیشتر به خاطر اجرای ترانه‌های محلی و تصنیفهای عاشقانه مشهور بود. از ترانه‌های مشهور او می‌توان «کِی بازخواهی گشت؟» و «ماه، قلبم را مجسم می‌کند» را نام برد. این خواننده نه تنها به زبان مادریش یعنی چینی استاندارد ترانه می‌خواند بلکه ترانه‌هایی به زبان کانتونی معیار، زبان ژاپنی، زبان اندونزیایی و زبان انگلیسی اجرا کرد. تِنگ در تمام عمر از بیماری آسم رنج می‌برد و سرانجام در سال ۱۹۹۵ هنگامی که در تعطیلات در تایلند بود به علت یک حمله شدید تنفسی درگذشت. ترزا تنگ در هنگام مرگ ۴۲ سال داشت.